# CFexpress

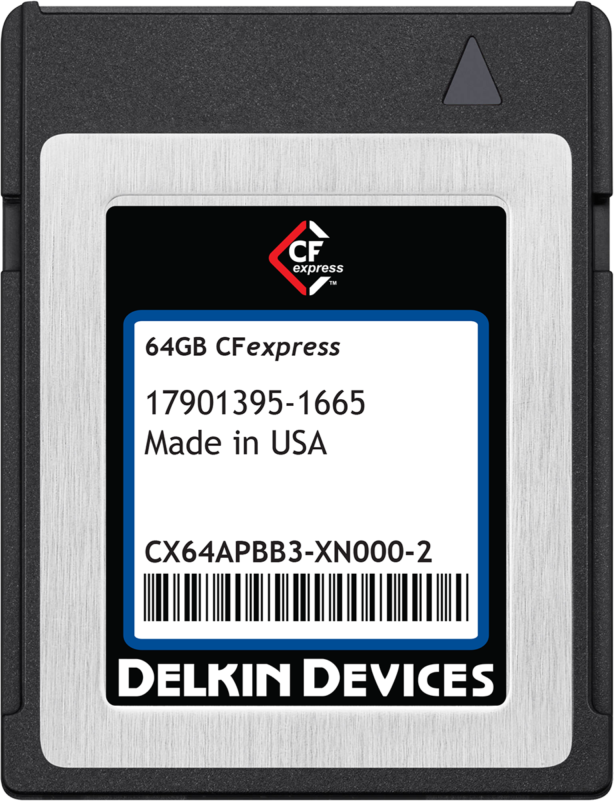
Карта памяти Delkin CFexpress на 64 ГБ

CFexpress — стандарт для съёмных накопителей, предложенный CompactFlash Association (CFA). Стандарт позволяет использовать шину PCIe версии 3.0 шириной от 1 до 8 линий, со скоростями передачи данных 1 гигабайт в секунду по каждой линии. Для обеспечения низких задержек и снижения накладных расходов используется протокол NVMe. Существует несколько форм-факторов CFX, имеющих различное количество линий PCIe в разъёме.
Одна из целей создания стандарта состоит в унификации экосистемы съёмных носителей и использования широко применяющихся стандартов PCIe и NVMe. Существует широкий спектр контроллеров, драйверов и накопителей, использующих данные стандарты.

## История
Спецификация CFexpress была анонсирована ассоциацией CFA 7 сентября 2016 года. В основе спецификации — интерфейс PCI Express и протокол NVM Express.
18 апреля 2017 ассоциация CFA опубликовала спецификацию CFexpress 1.0. Версия 1.0 будет использовать форм-фактор карт XQD (38,5 × 29,8 × 3,8 мм), предоставляя две линии PCIe 3.0 с общей скоростью до 2 ГБ/с. Для обеспечения низких задержек, невысоких накладных расходов и высокого параллелизма доступа используется протокол NVMe версии 1.2.
28 февраля 2019 года был объявлен стандарт CFexpress 2.0. В нём представлены два новых формата карт (более компактный "type A" с одной линией, и имеющий бо́льшие размеры и толщину "Type C" с четырьмя линиями, скорость до 4 ГБ/с) в дополнение к существующим картам "Type B". Протокол NVM Express обновлён до версии 1.3.
В будущем планируется дальнейшее увеличение скорости за счёт внедрения PCIe 4.0. Карты CFexpress 2.0 type B Gen4 в основном уже доступны в виде карт расширения хранилища Seagate для Xbox Series X | S (они механически несовместимы с большинством слотов из-за удлинённого корпуса в форме ключа).

## Сравнение
| Стандарт                        | SD-карты   | SD-карты   | SD-карты   | SD-карты    | SD-карты    | Карты UFS  | Карты UFS  | Карты CFast | Карты CFast | XQD         | XQD         | CFexpress   | CFexpress   |
| ------------------------------- | ---------- | ---------- | ---------- | ----------- | ----------- | ---------- | ---------- | ----------- | ----------- | ----------- | ----------- | ----------- | ----------- |
| Версия                          | 3.0        | 4.0        | 6.0        | 7.0         | 8.0         | 1.0        | 2.0        | 1.0         | 2.0         | 1.0         | 2.0         | 1.0         | 2.0         |
| Запущен                         | 2010 2 кв. | 2011 1 кв. | 2017 1 кв. | 2018 2 кв.  | 2016 2 кв.  | 2018 4 кв. | 2020 2 кв. | 2008 2 кв.  | 2012 3 кв.  | 2011 4 кв.  | 2014 1 кв.  | 2017 2 кв.  | 2019 1 кв.  |
| Шина                            | UHS-I      | UHS-II     | UHS-III    | PCIe 3.0 x1 | PCIe 4.0 x2 | UFS 2.0    | UFS 3.0    | SATA-300    | SATA-600    | PCIe 2.0 х1 | PCIe 2.0 х2 | PCIe 3.0 х2 | PCIe 3.0 x8 |
| Скорость, МБ/с (полный дуплекс) | 104        | 156        | 624        | 985         | 3938        | 600        | 1200       | 300         | 600         | 500         | 1000        | 1970        | 7880        |

## Форм-факторы
CFexpress поддерживает следующие размеры карт.  Во втором столбце указана самая старая версия CFexpress, включающая форм-фактор.
| Форм- фактор | Версия | Размеры (мм)      | Линий PCIe |
| ------------ | ------ | ----------------- | ---------- |
| A            | 2.0    | 20 x 28 x 2,8     | 1          |
| B            | 1.0    | 38,5 x 29,8 x 3,8 | 2          |
| C            | 2.0    | 54 x 74 x 4,8     | 4          |

Более крупные форм-факторы имеют больше электрических контактов, что позволяет использовать больше полос PCIe.
У форм-фактора Type B такие же размеры и количество контактов, как и у карт XQD, что позволяет использовать один слот для карт XQD и CFexpress-B.

## Совместимые устройства

### Карты
13 июня 2017 года фирма Delkin представила первые карты CFexpress на основе спецификации CFexpress 1.0. Карты выполнены в форм-факторе XQD и используют две линии PCIe 3.0. Объём накопителей — 32, 64, 128 и 256 ГБ, в будущем ожидается увеличение ёмкости до 1 ТБ.

### Считывающие устройства
16 августа 2017 года Atech Flash объявила о первом кард-ридере CFexpress. Blackjet VX-1CXQ поддерживает карты XQD (500 МБ/с) и CFexpress (2 ГБ/с) и использует интерфейс Thunderbolt 3 для подключения к ПК. Доступность устройства ожидается 1 декабря 2017.

### Компоненты
2 октября 2017 года Rego Electronics представила компоненты — хост-разъём CFexpress и корпуса для карт.

### Клиентские устройства
По состоянию на октябрь 2017 года клиентских устройств CFexpress выпущено не было. Однако в конце октября 2017 года сотрудник фирмы Lexar заявил ресурсу Nikon Rumors:
CFexpress — это, по сути, следующая редакция XQD, где должна быть полная обратная совместимость с XQD, и чтобы заставить D4/D5/500/D850 работать с картами CFE, должно быть простое программное исправление.
23 августа 2018 года компания Nikon анонсировала свои новые беззеркальные камеры — Z6 and Z7. На момент выпуска они поддерживали только карты XQD, но более позднее обновление прошивки включило поддержку карт CFexpress. 13 февраля 2019 года Nikon дополнительно подтвердила, что поддержка CFexpress с помощью обновления встроенного ПО также появится в камерах D5, D850 и D500. 16 декабря 2019 года Nikon выпустила прошивку версии 2.20 для Z6 и Z7, добавив поддержку CFexpress. В декабре 2020 года Nikon выпустила прошивку версии 1.20 для зеркальной камеры Nikon D850, которая добавила поддержку CFexpress-B в слот XQD камеры.
28 августа 2018 года компания Phase One анонсировала систему камер XF IQ4 (три модели). Как и в случае с камерами Nikon, будущая поддержка CFexpress была добавлена в более позднем обновлении прошивки.
24 октября 2019 года компания Canon объявила о разработке камеры EOS-1D X Mark III с двумя разъёмами CFexpress. Камера была официально выпущена 6 января 2020 года, а её доступность была запланирована на февраль.
12 февраля 2020 года Nikon анонсировала камеру Nikon D6, оснащённую двумя разъёмами CFexpress.
20 апреля 2020 года Canon анонсировала гибридную беззеркальную камеру EOS R5, поддерживающую карты CFexpress и SD UHS-II.
28 июля 2020 года Sony анонсировала беззеркальную камеру α7S III, поддерживающую карты CFexpress Type A и SD.
26 января 2021 года Sony анонсировала беззеркальную камеру α 1, поддерживающую карты CFexpress Type A и SD.
23 февраля 2021 года Sony анонсировала беззеркальную камеру FX3, поддерживающую карты CFexpress Type A и SD.
10 ноября 2020 года Microsoft выпустила приставки Xbox серий X и S со слотом для полу-проприетарных карт расширения с форм-фактором CFexpress Type B. Эти карты поддерживают только PCIe Gen4. 
21 октября 2021 года Sony анонсировала беззеркальную камеру α7 IV, поддерживающую карты CFexpress Type A и SD.
28 октября 2021 года Nikon анонсировала флагманскую беззеркальную камеру Nikon Z 9 с двумя разъёмами CFexpress Type B.